# Robert Youngson
Robert Youngson (Brooklyn, 27 novembre 1917 – New York, 8 aprile 1974) è stato un regista e produttore cinematografico statunitense.

## Biografia e carriera
Appassionato fin da piccolo della commedia, Youngson è ricordato in particolare per le sue antologie cinematografiche prodotte e dirette tra gli anni cinquanta e gli anni sessanta. Le raccolte contenevano spezzoni di film dei maggiori esponenti del genere comico cinematografico degli anni venti, come Harold Lloyd, Charlie Chaplin, Laurel & Hardy, Charley Chase e molti altri e le scene erano commentate e raccontate da Youngson come voce fuoricampo. Sono particolarmente rilevanti i documentari da lui prodotti e diretti su Stanlio e Ollio e sulle Simpatiche canaglie come Cavalcata della risata (1957) e L'allegro mondo di Stanlio e Ollio (1965).

## Filmografia parziale
- Too Much Speed (1952)
- Cavalcata della risata (The Golden Age of Comedy) - 1957
- I terribili antenati di James Bond (rielaborazione del precedente) - 1958
- Parata dell'allegria (When Comedy Was King) - 1960
- Emozioni e risate (Days of Thrills and Laughters) - 1961
- L'allegro mondo di Stanlio e Ollio (The Laurel & Hardy Laughing 20's) - 1965
- SOS Stanlio & Ollio (The Furhter Perils of Laurel & Hardy) - 1967
- I re della risata (4 Clowns) - 1970